# Vuelta a la ciudad lacustre

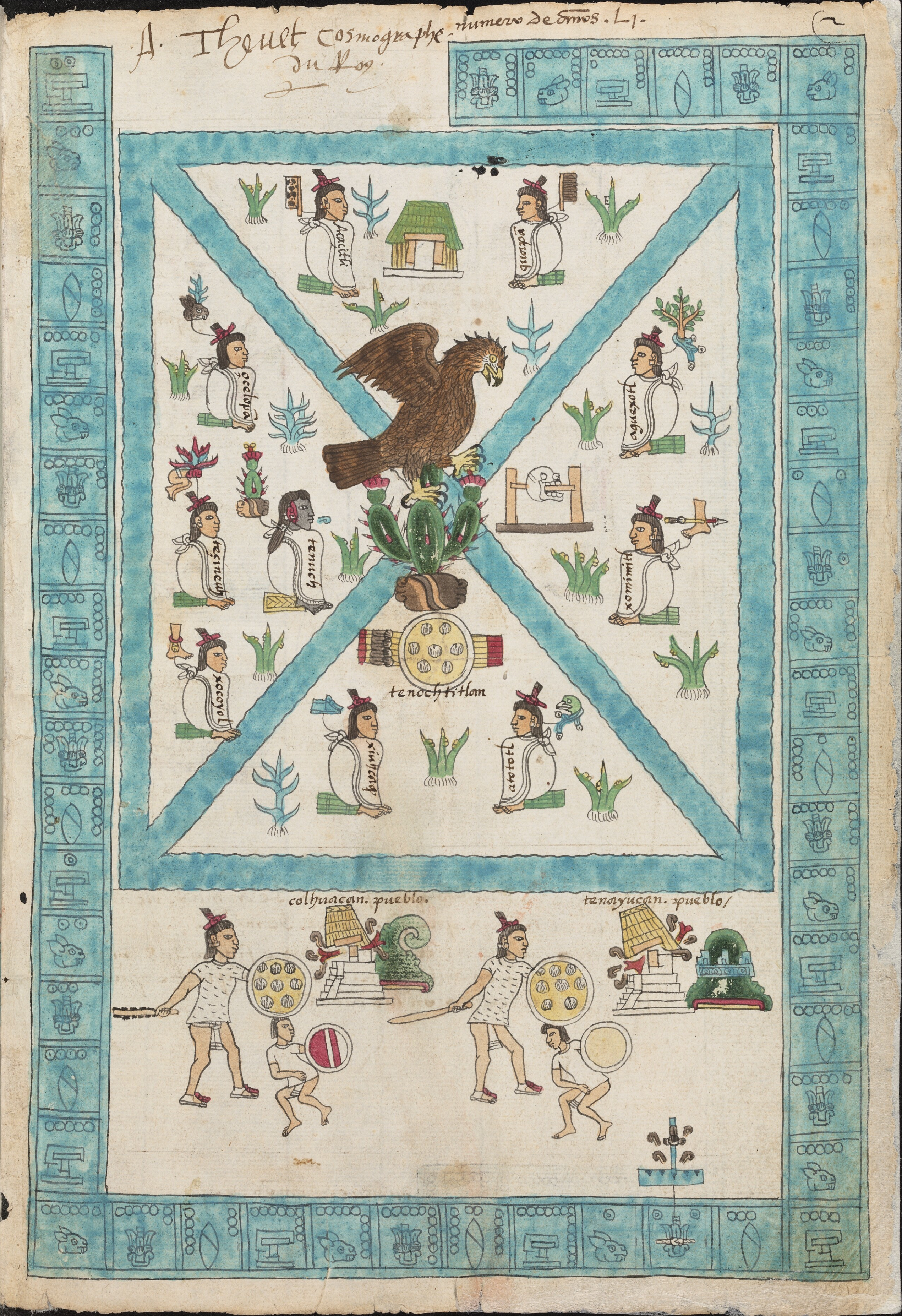
Detalle del Códice Mendoza que muestra los barrios de Tenochtitlán en el estilo iconográfico mexica.

La vuelta (o regreso) a la ciudad lacustre es el nombre que se le da a un ambicioso proyecto ecológico y urbanístico de recuperación de los lagos del valle de México, concebido a finales del siglo XX.

## Sistema hidráulico de Tenochtitlán
El sistema hidráulico de Tenochtitlán, la capital del imperio azteca, se componía de cinco lagos: Texcoco, Xochimilco, Chalco, Xaltocan y Zumpango. La separación entre los mismos era en parte natural, pues el agua de los manantiales de Xochimilco y Chalco difería del agua salada de Texcoco, pero, en parte, producto de diques construidos por los aztecas sobre el gigantesco lago de La Luna; enorme depósito de agua dentro de una depresión delimitada por un masivo volcánico (caso único en el mundo junto con el del lago Kovou o Kivu). A mediados del siglo XV, los aztecas construyen la calzada-dique que uniría la ciudad con las chinampas de Xochimilco. En esta época se delimitan también zonas reservadas a la pesca de uso exclusivo de los tenochcas.
Estos lagos abarcaban 2 mil kilómetros cuadrados. La hegemonía política, económica y militar del imperio azteca dependía, en parte, de la habilidad de este pueblo para explotar económicamente dichos lagos. Sin embargo, graves inundaciones devastaron la ciudad en 1382, 1449, en 1500 y la más grave que duró de 1629 a 1635 dejando cerca de 30.000 muertos. Además, las clases populares sufrían de las emisiones salitrosas producto de la descomposición de los feldespatos sódicos y potásicos que entraban en contacto con el agua (Gruzinski, Serge, Histoire de Mexico, Fayard, París, 1996, p. 212). Con la conquista de Tenochtitlán hace más de quinientos años comenzó la desecación de los grandes lagos de la cuenca del valle de México.

## Muerte premeditada de la ciudad lacustre

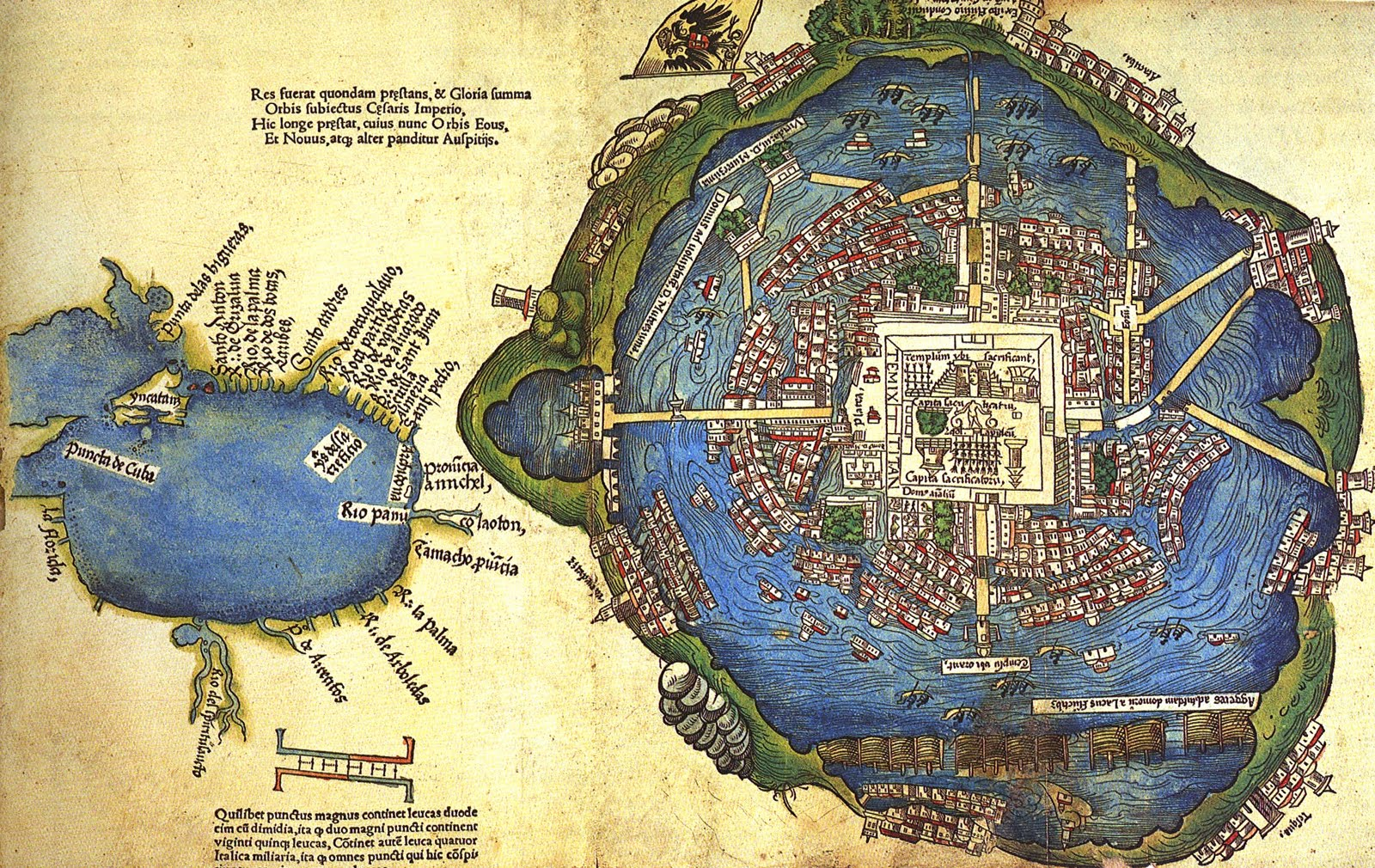
Tenochtitlán. Imagen de la página de un libro publicado en 1524. A la derecha, mapa de Tenochtitlán. A la izquierda, esbozo del Golfo de México. Atribuida a un colaborador de Hernán Cortés.

Durante más de cuatro siglos, diversas obras de infraestructura fueron concebidas para vaciar el valle de México de su agua. En el siglo XVII, destacan el desagüe de Huehuetoca que daba salida a las aguas del lago en tiempo de lluvias. A principios del siglo XX, Porfirio Díaz se propuso desagüar el valle de México. Finalmente, el proyecto de drenaje profundo iniciado a finales del gobierno de Gustavo Díaz Ordaz continuó con el desecamiento.

## El proyecto Texcoco
A partir de 1965, el Proyecto Lago de Texcoco, rescate hidrológico, encabezado por los ingenieros mexicanos Nabor Carrillo y Gerardo Cruickshank, pretende salvar el antiguo lago de Texcoco mediante el tratamiento de aguas residuales para volverlo a alimentar. Nabor Carrillo proponía una estrategia para: terminar las inundaciones; abastecer de agua a la zona metropolitana; recargar los acuíferos y limpiar el aire. Carrillo muere en 1967, pero en junio de 1971 se crea la Comisión del Lago de Texcoco dentro de la Secretaría de Recursos Hidráulicos. Se asignan 10 mil hectáreas al proyecto, a cargo de Cruickshank. Gracias a dicho proyecto, el lago Doctor Nabor Carrillo cuenta en la actualidad con una superficie de embalse de mil hectáreas y una capacidad de almacenamiento de 36 millones de metros cúbicos.

## La reinvención de la ciudad lacustre

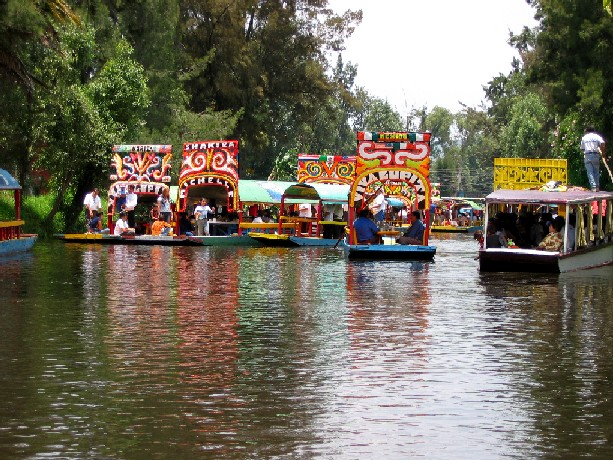
Los canales de Xochimilco son una de las zonas lacustres parcialmente conservadas del Valle de México.

Inspirado en el proyecto Texcoco pero de manera más ambiciosa, un grupo de arquitectos (en particular Teodoro González de León , Alberto Kalach, Gustavo Lipkau y Juan Cordero), urbanistas, ingenieros, filósofos, políticos y biólogos mexicanos han retomado el espíritu del proyecto Texcoco para proponer la vuelta a la ciudad lacustre. Tal proyecto pretende contribuir al abasto y aprovechamiento del agua en la zona metropolitana, la creación de nuevos espacios públicos, el mejoramiento de la calidad del aire y la planificación de los asentamientos humanos en la zona metropolitana del valle de México.
Una ciudad lacustre no garantiza directamente la disponibilidad de agua potable. En diversas ciudades lacustres contemporáneas, el abasto de agua potable es un gran problema debido a la contaminación del líquido. Desde el punto de vista técnico, el proyecto mexicano de vuelta a la ciudad lacustre comprende la construcción de lagos artificiales de gran profundidad y poca superficie expuesta, para almacenar el agua con la menor evaporación posible; la reforestación de áreas desnudas con el fin de combatir las tolvaneras, recargar los acuíferos y recuperar suelos; entre otras obras. Estas obras permitirían que los pozos artesianos que nutren la Ciudad de México continuaran siendo explotados. El proyecto ha recibido reconocimientos internacionales y suma progresivamente adeptos. Esta idea forma parte de una "topía" colectiva producto de las raíces culturales tenochcas, dicha visión se puede encontrar en el cuento "Ciudad Lacustre", del libro del mismo nombre autoría de Pedro Moctezuma Barragán.

## La vuelta a la ciudad lacustre y los partidos políticos

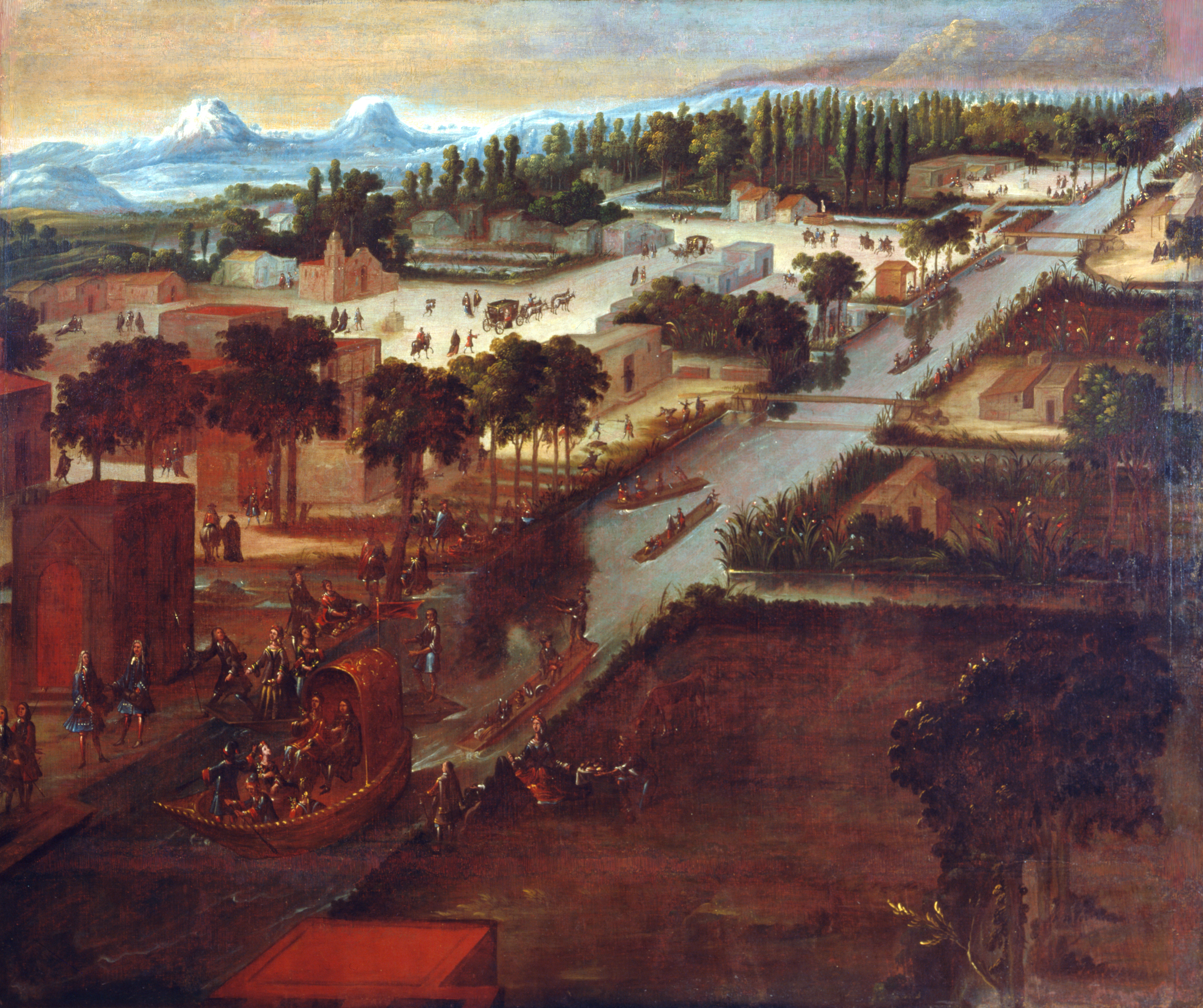
Pedro Villegas. "Paseo de la Viga con la iglesia de Iztacalco (Paseo del virrey don José Sarmiento y Valladares, conde de Moctezuma, por el Canal de la Viga)". 1706, México, óleo sobre lienzo.

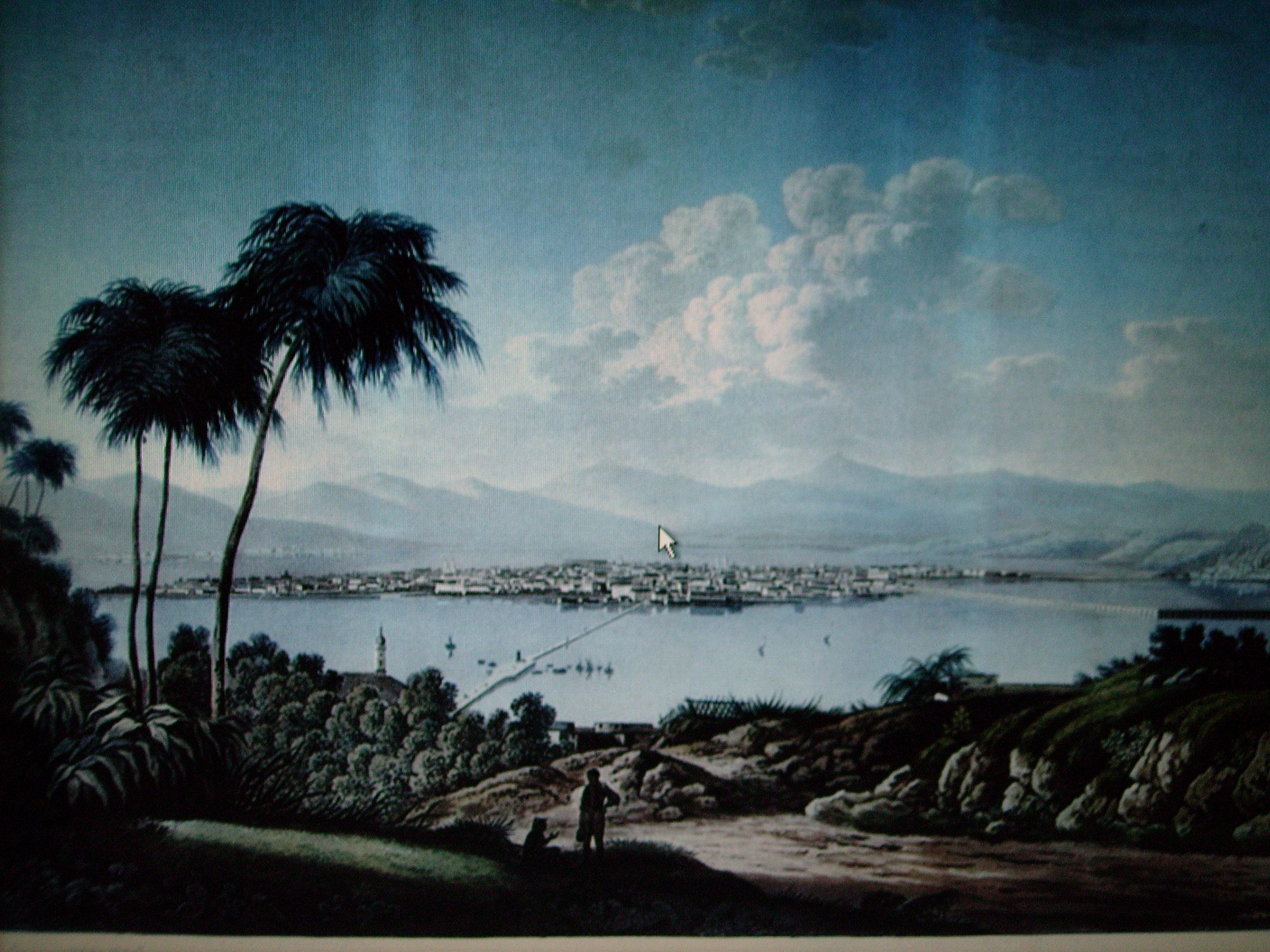
Vista de la Ciudad de México (1834) imaginada por Noel (dibujo) y Hegi (grabado).

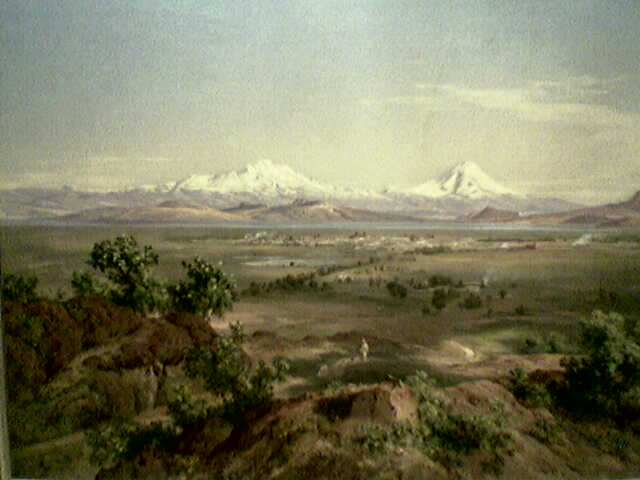
El Valle de México en el. Óleo de José María Velasco.

La división entre quienes apoyan el proyecto y quienes lo rechazan es transversal a los partidos políticos. En el Gobierno de la Ciudad de México (GDF), durante la gestión de Cuauhtémoc Cárdenas (PRD), el responsable de obras públicas, César Buenrostro, consideraba que "desde el punto de vista de pizarrón, [la vuelta a la ciudad lacustre] es un proyecto válido, pero no si se considera la inversión. Es un planteamiento de academia, pero irreal" (El Universal, 1 de mayo de 2000). Buenrostro cuestionaba, además, la viabilidad y el comfort de las zonas habitacionales que se construyesen al lado de dichos estanques de agua tratada, por los olores y el peligro de inundaciones, lo cual no atraería inversionistas.
Si se retoma la arquitectura tradicional (véase palafito), el proyecto de vuelta a la ciudad lacustre no es incompatible con los asentamientos humanos en las zonas limítrofes de los lagos, pues antiguas técnicas de construcción a bajo costo permitirían hacer frente al fenómeno de las inundaciones y mejorarían la calidad de vida de quienes de todos modos viven actualmente avecindados en zonas inundables e insalubres. En el PAN, Arne aus den Ruthen ha defendido el proyecto de "vuelta a la ciudad lacustre" como política para contener el crecimiento urbano en la zona de Texcoco e impedir el deterioro ambiental de la Ciudad de México ().

## Citas
En la historia hidráulica del valle han existido varios paradigmas, pero desde la Conquista se impuso el que consiste en sacar el agua del lago y sobreexplotar los acuíferos e importar agua de otras cuencas
 Manuel Perló, El paradigma porfiriano. Historia del desagüe del valle de México, Miguel Ángel Porrúa, Universidad Nacional Autónoma de México, 1999.

Ahora sabemos que el regreso a la ciudad lacustre no sólo es una realidad, sino la única posibilidad de garantizar el futuro de nuestra ciudad... La recuperación hidrológica de la cuenca de México es, por así decirlo, el reencuentro de la ciudad con su geografía, con el origen de su historia y probablemente la única posibilidad de garantizar su futuro.
Alberto Kalach, arquitecto, "Vuelta a la ciudad lacustre", La ciudad y sus lagos, Clío, México, 1998.

España se llevaba mal con el agua, que era cosa del Diablo, herejía musulmana, y de agua vencida nació la ciudad de México, alzada sobre las ruinas de Tenochtitlán. Y continuando la obra de los guerreros, los ingenieros fueron bloqueando con piedras y tierras, a lo largo del tiempo, todo el sistema circulatorio de los lagos y ríos de la región.
 Eduardo Galeano, Espejos: una historia casi universal, Siglo XXI, México, 2008.